# Madeleine Taylor-Quinn
Madeleine Taylor-Quinn (* 26. Mai 1951 in Kilkee, County Clare) ist eine frühere irische Politikerin der Fine Gael. Sie war von Juni 1981 bis Februar 1982 sowie vom November 1982 bis November 1992 Teachta Dála (Abgeordnete) im Dáil Éireann und vom Mai 1982 bis November 1982 sowie vom Februar 1993 bis September 2002 Mitglied im Seanad Éireann.
Madeleine Taylor studierte am University College Galway und schloss dort mit Abschlüssen in Erziehungswissenschaften und recht ab. Sie arbeitete dann als Lehrerin. 1979 wurde sie in den Clare County Council gewählt und konnte diesen Sitz bis 2009 halten. Bei den Wahlen zum Dáil Éireann 1981 konnte sie im Wahlkreis Clare einen Sitz erringen, den sie bereits im Februar 1982 verlor. Sie wurde dann in den Seanad Éireann über die Kultur- und Bildungsliste gewählt, blieb aber nur bis November 1982 im Seanad, weil sie dann wieder bei den Wahlen im November 1982 in den Dáil Éireann zurückkehren konnte. Bei den Wahlen 1987 und 1989 konnte sie jeweils ihren Sitz halten. Als sie dann 1992 ihren Sitz bei den Wahlen verlor, wurde sie erneut in den Seanad gewählt. Sie versuchte zwar, bei den Wahlen 1997, 2002 und 2007 wieder in den Dáil einzuziehen. Allerdings ohne Erfolg.

## Privates
Ihr Vater Frank Taylor war bereits Teachta Dála. 1982 heiratete sie George Quinn, nahm seinen Nachnamen zum den Doppelnamen an und hatte mit ihm zwei Söhne.